# Karl Shuker
Karl P. N. Shuker (født 9. december 1959) er en britisk zoolog, kryptozoolog og forfatter bosat i West Midlands, England. Han arbejder som fuldtids freelance konsulent i zoologi, han er mediekonsulent og velkendt forfatter med speciale i krypotozoologi.
Shuker har en bachelorgrad i zoologi fra universitetet i Leeds og en Ph.d. i zoologi og komparativ fysiologi fra universitetet i Birmingham. Han er medlem adskillige videnskabelige foreninger. Shuker er en af de bedst kendte kryptozoologer i verden . Han har forfattet talrige artikler og fjorten bøger.
Shuker var den første krypotozolog, der gjorde den brede offentlighed opmærksom på et antal af hidtigt næsten ukendte kryptider (for eksempel ven mongolsk dødsorm). Borstset fra hans egne publikationer, skriver Shuker for to klummer i almindelig kryptozoologi i Fortean Times. Han bidrager som redaktør og skribent til Strange Magazine, og han bidrager jævnligt til Fate og lignende tidsskrifter. I tillæg her til er han zoologisk konsulent for Guinness Rekordbog, og har optrådt som konsulent for flere tv-serier blandt andet Into the Unknown på Discovery TV.
I 2005 blev ny art opkaldt efter Shuker, Loricifera, Pliciloricus shukeri.

## Konsulent for
- Man and Beast, (1993)
- Secrets of the Natural World ,(1993)
- Almanac of the Uncanny, (1995)
- The Guinness Book of Records/Guinness World Records, (1997-)
- Mysteries of the Deep, (1998)
- Guinness Amazing Future, (1999)
- The Earth, (2000)
- Monsters, (2001)
- Chambers Dictionary of the Unexplained, (2007)
- Chambers Myths and Mysteries, (2008)
- The Fortean Times Paranormal Handbook, (2009)

## Ekstern henvisning
- Karl Shuker's website
- Karl Shuker's cryptozoology weblog
- Karl Shuker's poetry